# Équipe de Yougoslavie masculine de volley-ball
Cet article traite de l'équipe masculine. Pour l'équipe féminine, voir Équipe de Yougoslavie féminine de volley-ball.
 (août 2024).
Si vous disposez d'ouvrages ou d'articles de référence ou si vous connaissez des sites web de qualité traitant du thème abordé ici, merci de compléter l'article en donnant les références utiles à sa vérifiabilité et en les liant à la section « Notes et références ».

L'équipe de Yougoslavie de volley-ball était composée des meilleurs joueurs yougoslaves de volley-ball. Par suite de la disparition de la Yougoslavie, cette équipe n'existe plus depuis 1990, et l'équipe de la République fédérale de Yougoslavie lui a succédé.

## Palmarès et parcours

### Palmarès
Médaille de bronze aux Championnats d'Europe 1975 à Belgrade (Yougoslavie)
Médaille de bronze aux Championnats d'Europe 1979 à Paris (France)

### Parcours

#### Jeux Olympiques
| - 1964 : Non qualifié - 1968 : Non qualifié - 1972 : Non qualifié - 1976 : Non qualifié - 1980 : 6e - 1984 : Non qualifié - 1988 : Non qualifié |

#### Championnats du monde
| - 1949 : Non qualifié - 1952 : Non qualifié - 1956 : 10e - 1960 : Non qualifié - 1962 : 8e - 1966 : 8e - 1970 : 10e - 1974 : Non qualifié - 1978 : Non qualifié - 1982 : Non qualifié |  | - 1986 : Non qualifié - 1990 : Non qualifié |

#### Championnat d'Europe
| - 1948 : Non qualifié - 1950 : Non qualifié - 1951 : 5e - 1955 : 5e - 1958 : 7e - 1963 : 7e - 1967 : 7e - 1971 : 11e - 1975 : 3e - 1977 : 7e |  | - 1979 : 3e - 1981 : 11e - 1983 : Non qualifié - 1985 : 11e - 1987 : 8e - 1989 : 8e |

#### Coupe du monde
| - 1965 : 8e - 1969 : Non qualifié - 1977 : Non qualifié - 1981 : Non qualifié - 1985 : Non qualifié - 1989 : Non qualifié |